# Tain-l'Hermitage
Tain-l'Hermitage este o comună în departamentul Drôme din sud-estul Franței. În 2009 avea o populație de 5.883 de locuitori.

## Evoluția populației
| An        | 1975  | 1982  | 1990  | 1999  | 2006  | 2009  |
| --------- | ----- | ----- | ----- | ----- | ----- | ----- |
| Populație | 5.563 | 5.387 | 5.003 | 5.503 | 5.764 | 5.883 |